# ColorsxStudios
ColorsxStudios GmbH (ранее Colors Media UG), широко известная как COLORS (стилизованная заглавными буквами), — это немецкая музыкальная платформа, цель которой — представить и продемонстрировать новых талантливых артистов в виде видеороликов с минималистической эстетикой. С момента создания в феврале 2016 года их одноименный канал на YouTube собрал более пяти миллионов подписчиков и почти два миллиарда просмотров. Отличительная особенность их видео в том, что каждая группа или артист снимается на сцене в одиночестве с нейтральным фоном определенного цвета.
Принимая у себя таких артистов, как Билли Айлиш, Доджа Кэт, Джорджа Смит, Дэниэл Сизар, Кали Учис, Махалия, Анжель и Мак ДеМарко, ColorsxStudios приписывают некоторую помощь в продвижении новых артистов в музыке, традиционных медиа и индустрии моды. Также шоу широко известно наряду с Tiny Desk Concerts, Sofar Sounds, Live Lounge и Mahogany Sessions как один из крупнейших каналов живой музыки на YouTube.

## История
В 2016 году Филипп Старк оставил свою работу в Гамбурге, чтобы полностью погрузиться в новый проект, связанный со своей страстью к музыке и открытием новых артистов. Его концепция заключалась в том, чтобы просто создавать качественные музыкальные клипы в чистом стиле, которые выделялись бы среди множества материалов в социальных сетях. Старк верил, что это «соединит людей, страны и культуры на творческом и эмоциональном уровне». Затем он связался со своим другом Феликсом Гласмейером, который тогда был модным фотографом в Нью-Йорке, чтобы представить ему свой проект. Старк быстро убедил Гласмайера, и он переехал в Берлин, чтобы помочь создать новую студию. Поначалу именно сбережения Старке позволили арендовать небольшую бывшую радиостудию с потрескавшимися стенами, расположенную в здании Funkhaus на Nalepastraße 18. По словам создателей, без какого-либо записывающего оборудования и контактов в музыкальной индустрии начало существования ColorsxStudios было сложным. Йонас Вебер, эксперт в области цифровой экономики, также присоединился к Старку и Гласмейеру, чтобы помочь в разработке этой концепции. Первым артистом, приглашенным выступить на сцене, был австралийский фолк-певец Эмилио Меркьюри, исполнивший акустическую версию песни «Sienna». Видео было размещено 19 февраля 2016 года на YouTube и начинает собой серию видео под названием «A COLORS SHOW».
Первоначально компания была официально зарегистрирована как Colors Media UG Филиппом Старком 14 марта 2017 года, но позже была переименована в ColorsxStudios GmbH в сентябре 2019 года, увеличив свой уставный капитал с 900 до 25000 евро и указав Феликса Гласмейера и Йонаса Вебера в качестве соучредителей. Помимо получения дохода от рекламы перед видеороликами, ColorsxStudios также использовала партнерские отношения с такими брендами, как Adidas и WeTransfer в 2018 году. В декабре 2020 года более 200 записей сессий ColorsxStudios были доступны на стриминговых платформах, а полный плейлист на Spotify собрал более 200 тысяч подписчиков всего за один месяц после создания. В социальных сетях, помимо YouTube, ColorsxStudios собрал более миллиона подписчиков на своей странице в Instagram и более 266 тысяч подписчиков на своей странице в Facebook.

## Контент
Основные серии видео COLORS подразделяются на следующие категории:
- A COLORS SHOW : это флагманское шоу платформы, демонстрирует выступление одного или нескольких артистов в минималистичной комнате, пол и стены которой покрыты одним цветом.
- A COLORS ENCORE : В эту серию обычно входит еще один трек исполнителя, который участвовал в серии «A COLORS SHOW». При создании видеороликов предоставляется больше свободы, в частности, с более выраженной игрой теней и съемкой с ручной камеры.
- NEW OPERA : Эта более поздняя серия, как правило, продвигает шоу из более широкого круга художественных дисциплин, предмет которых может иметь большее социальное и культурное значение. В первом эпизоде французская певица Yseult исполнила три песни, первые две были сняты в черно-белом цвете, а в третьем она была помещена в частично затопленную комнату, украшенную бирюзовыми тканями. Особое внимание уделяется модной одежде, которую артистка носила во время выступления.[20]

## Операционная модель и общественный имидж
Художественная и уникальная идентичность ColorsxStudios с момента их создания становилась все более определяемой. В их уставе социальной активности говорится, что они обязаны выбирать артистов, чьи голоса и послания являются частью инклюзивной и культурно разнообразной структуры, чьей целью является наведение мостов между культурами и художественными дисциплинами. Такое разнообразие средств выражения и выбор для трансляции преданных артистов полностью соответствуют основополагающим принципам студии, которая теперь определяется как «музыкальная платформа» в широком смысле. В том же духе ColorsxStudios запустила интернет-магазин, где они продают широкий спектр товаров, от экологически чистой одежды до винилов с определенными оригинальными названиями.